# Сектор 7 (фільм)
Сектор 7 — південнокорейський фільм жахів 2011 року, науково-фантастичний бойовик режисера Кім Джи Хуна. 2012 року «Shout! Factory» випустила фільм на «DVD», «Blu-ray Disc» і «Blu-ray 3D».

## Про фільм
На буровій вежі геологи ведуть розвідувальні роботи, намагаючись знайти родовище нафти. Однак пошуки виявляються невдалими. Геологи отримують наказ згорнути розвідувальну діяльність та повернутися на суходіл. Для нагляду за евакуацією співробітників зі штабу прибуває один із найстаріших та найдосвідченіших фахівців компанії. Проте рішення начальства не подобається інженерці, яка впевнена, що в цьому районі є нафта.
Ситуація приймає непередбачений поворот, коли електропостачання станції відключається, і геологи виявляються повністю відрізаними від зовнішнього світу.

## Знімались
| Актор        | Роль              |
| ------------ | ----------------- |
| Ха Джи-Вон   | Ча Хе Джун        |
| Ан Сон Кі    | Лі Чон Ман        |
| О Чі Хо      | Кім Дон Су        |
| Чха Є Рьон   | Дослідник-генетик |
| Лі Хан-ві    | Доктор Чан        |
| Парк Чул Мін | Санг-го           |
| Сон Се Бьок  | Го                |
| Парк Су Йон  | Янг               |
| О Мін Сук    | Йон               |